# Massacres de janvier 2020 à Oicha
Les massacres de janvier 2020 à Oicha surviennent entre le 28 et le 30 janvier 2020, lorsque l'État islamique – Province d'Afrique centrale (ISCAP) tue au moins soixante-treize personnes dans une série de massacres dans le territoire d'Oicha, en République démocratique du Congo (RDC). Les attaques s'étendent à plusieurs villes, dont Mantumbi, Manzingi et Mamove.

## Contexte
Les Forces démocratiques alliées, un groupe djihadiste ougandais basé dans la région du Nord-Kivu en RDC, prêtent allégeance à l'État islamique en 2017 à la suite d'un manque de fonds. Le groupe est renommé État islamique – Province de l'Afrique centrale (ISCAP) et commence à tuer des civils dans tout le Nord-Kivu. Les militaires ougandais et congolais lancent une opération en 2019 pour expulser l'ISCAP des zones, avec un certain succès. Le 29 décembre 2019, l'ISCAP tue dix-huit personnes dans la commune d'Apetina-Sana au Nord-Kivu.

## Massacres
Les premières attaques commencent à Manzingi et Eringeti le 28 janvier, lorsque les combattants de l'ISCAP tuent quinze personnes et en blessent six autres.
D'autres attaques commencent à Mayimoya le 29 janvier, le long de la route. Les gens fuient la ville alors que les combattants de l'ISCAP y pénètrent. Ils saccagent ensuite Mamove vers 15 h 0 le 30 janvier, tuant six civils et incendiant des maisons et des motos. Les villes d'Aveli, Mantumbi et Mulolya sont également attaquées. À Mantumbi, quatorze personnes sont tuées par les djihadistes et un chauffeur de taxi est tué à Aveli. Trois personnes sont tuées à Mulolya.
Dix autres corps sont retrouvés à Mantumbi le 31 janvier, portant le bilan des morts dans la ville à vingt-trois. La plupart des victimes sont tuées à coups de machette, le mode opératoire de l'ISCAP.

## Conséquences
Le bilan de ces attaques, qui durent quarante-huit heures, s'élève à soixante-treize morts. La société civile de Beni tire la sonnette d'alarme concernant un nombre élevé de membres de l'ISCAP à Mamove et Mantumbi à la suite des attaques.
Sept personnes sont tuées lors d'une deuxième attaque menée par des miliciens Maï-Maï à Mamove le 31 janvier.